# Alberto di Giussano (cruzador)
O Alberto di Giussano foi um cruzador rápido operado pela Marinha Real Italiana e a primeira embarcação da Classe Condottieri. Sua construção começou em março de 1928 nos estaleiros da Gio. Ansaldo & C. e foi lançado ao mar em abril de 1930, sendo comissionado na frota italiana em janeiro do ano seguinte. Era armado com uma bateria principal composta por oito canhões de 152 milímetros montados em quatro torres de artilharia duplas, tinha um deslocamento carregado de quase sete mil toneladas e conseguia alcançar uma velocidade máxima de 37 nós.
O Alberto di Giussano passou seus primeiros anos ocupando-se atividades normais com o resto da frota, porém participou da intervenção italiana na Guerra Civil Espanhola no final da década de 1930. Na Segunda Guerra Mundial, o navio fez parte da 4ª Divisão da 1ª Esquadra e participou da Batalha da Calábria em julho de 1940, além de várias operações de escolta de comboios para o Norte da África. Ele e seu irmão Alberico da Barbiano foram afundados em dezembro de 1941 na Batalha do Cabo Bon depois de serem torpedeados por contratorpedeiros britânicos.